# Queniquea
Queniquea é uma cidade venezuelana, capital do município de Sucre (Táchira).